# 津氏
津氏（つうじ）は、「津」を氏の名とする氏族。日本古代の帰化人系氏族（諸蕃）である。百済王族から分かれたと称し、姓は史。のち菅野朝臣と改氏姓されている。

## 出自
名前から港湾、特に難波津の税を職掌とした一族とみられ、本拠地は河内国丹治郡高鷲（現在の大阪府羽曳野市北宮）の大津神社付近であろうとみられる。
『日本書紀』によると、敏達天皇3年（574年）、船史王辰爾が弟の王牛に詔をして、姓を与えさせて、津史とした、とある。この時の姓は史。
のちの『続日本紀』の延暦9年（790年）の津連真道らの「朝臣」への改正を望んだ上表には、この系譜がかなり詳細に描かれており、「百済の始祖で、扶余を建国した都慕大王の子孫である近肖古王の時（神功皇后摂政の時代に）聖化を慕って、貴国を訪ね、応神天皇が上毛野氏の先祖である荒田別に命じて有識者を求め、近肖古王の子である貴首王が宗族を選んで孫の辰孫王を派遣させて使者とともに入朝させた。天皇はこれを喜んで皇太子の師とされた。この時に初めて中国の典籍が伝わり、儒教が盛んになった。仁徳天皇の時、辰孫王の長男の太阿郎王を近侍とし、その子が亥陽君、さらにその子が午定君で、3人の男子が誕生した。長男が味沙、次男が辰爾、末弟は麻呂。この3人がそれぞれの職掌に分かれて葛井氏・船氏・津氏が生まれた」とあり。これによると、王辰爾の弟の名前は「麻呂」となっている。
また、上記の物語には、『日本書紀』の応神天皇15年8月6日条や16年2月条の阿直岐・王仁の渡来記事との類似性が問われており、一方が他方を真似たか、あるいは加藤謙吉の説によると、王仁伝承と王辰爾伝承のルーツは同一であり、本来は同一の集団だったのではないか、と述べている。
『続日本紀』淳仁朝の天平宝字2年（758年）8月末の津史秋主ら24人による、「船・葛井・津は元々同じ祖先であり、分かれて三氏となった。そのうちの二氏は連の姓を頂いておりますが、秋主たちは改姓の恩恵に及んでいません。どうか、史の文字を改めて欲しいと思います」との請願により史姓になる。さらに上述の真道らの上表の記録によると、『日本書紀』にも記されている敏達天皇元年（572年）5月の王辰爾の功業を述べ、菅野朝臣の氏姓を賜っている。『新撰姓氏録』「右京諸蕃」によると、「菅野朝臣」は同「右京諸蕃」に「出自百済国都慕王十世孫貴首王也」とある。
『続日本紀』延暦10年正月には、葛井連道依・船連今道らが津連の改氏姓にならって改姓を願って、道依ら8人は宿禰姓を許され、同時に対馬守である津連吉道ら10人も宿禰姓を賜り、少外記津連巨津雄ら兄弟姉妹7人には居所により中科宿禰を賜っている。『新撰姓氏録』「右京諸蕃」には「津宿禰」・「中科宿禰」はそれぞれ「菅野朝臣同祖，塩君男麻侶君之後也」、「菅野朝臣同祖，塩君孫宇志之後也」と記されている。

## 一族
一族には、養老6年（722年）に遣新羅使に任じられた津史主治麻呂、天平勝宝4年（752年）4月9日の大仏開眼の法会に唐中楽頭を務め、のちに肥前守に任命された津史真麻呂、上述の津連秋主らがいる。同族に、上述の津宿禰一族と、中科宿禰一族も存在する。
神護景雲4年（770年）3月、称徳天皇が由義宮に行幸した歳に、津氏を含む葛井氏・船氏・文氏・武生氏・蔵氏の男女230人が歌垣に奉仕し、天皇は褒美として商布2000段、綿50屯を与えている。

## 考証
『日本書紀』によると王辰爾は船賦を数え録したことを称えられ、船史の氏姓を賜り、王辰爾の甥である胆津が白猪史、さらに王辰爾の弟の王牛が津史（津氏）の氏姓を賜った。後にそれぞれ連を賜り、さらにその後、船史は宮原宿禰、津史（津氏）が菅野朝臣、白猪史が葛井連の氏姓を賜った。彼らの祖は古く応神朝の時に日本に来た辰孫王とする伝承もあるが、これは創作であり、実際は王辰爾からはじまった氏族とされる。